# Agnes Lidbeck
Agnes Berenike Elinor Lidbeck, född Forsberg 15 juni 1981, är en svensk författare.

## Biografi
Agnes Lidbeck har studerat litteraturvetenskap och historia vid Lunds universitet 1999–2005 och sedan 2010 arbetat på Svenska Institutet. Våren 2017 utkom hennes debutroman, Finna sig, som väckt uppmärksamhet med sin beskrivning av ett traditionellt förväntat sätt att leva och förhålla sig som kvinna. För denna erhöll hon Borås Tidnings debutantpris 2018. Hon har även publicerat lyrik i Lyrikvännen. Hon medverkar sedan 2018 återkommande som kulturskribent i Dagens Nyheter.
Lidbeck är dotter till Lars Lennart Forsberg, halvsyster till Ebba Forsberg och brorsdotter till Hertha Hillfon.

## Priser och utmärkelser
- 2017 – Samfundet De Nios Julpris
- 2018 – Borås Tidnings debutantpris för romanen Finna sig
- 2020 – Humanistiska föreningen vid Stockholms universitets Gummiudden